# Wyoming (Illinois)
Wyoming je grad u američkoj saveznoj državi Ilinois. Prema popisu stanovništva iz 2010. u njemu je živjelo 1.429 stanovnika.